# Lise Børsum
Lise Børsum, född den 18 september 1908 i Oslo, död den 29 augusti 1985, var en norsk motståndskvinna och skribent, dotter till kompositören Eyvind Alnæs och mor till skådespelerskan Bente Børsum.
Børsum och hennes man, läkaren Ragnar Børsum, hjälpte till att skydda judar under Nazitysklands ockupation av Norge under andra världskriget. Børsum greps 1943 och fördes först till fånglägret Grini, och därefter till Ravensbrück, där hon satt till den 7 april 1945, då hon räddades av svenska Röda korsets vita bussar.
Hon har bland annat gett ut böckerna Fange i Ravensbrück (1946), Speilbilder (1947) och Fjerndomstol Moskva. Fra dagens Berlin og Sovjets fangeleirer (1951). På svenska finns Spegelbilder (översättning Inga Tegen, Kooperativa förbundet, 1948).